# Loxosceles mrazig
Loxosceles mrazig là một loài nhện trong họ Sicariidae.
Loài này thuộc chi Loxosceles. Loxosceles mrazig được miêu tả năm 2009 bởi Ribera & Planas.